# Alain de Mijolla
Alain de Mijolla (París, 15 de mayo de 1933-Ibidem., 24 de enero de 2019) fue un psicoanalista y psiquiatra francés conocido por sus aportes en historia del psicoanálisis.

## Biografía y obra
Mijolla fue analizado por Conrad Stein y Denise Brauschweig. Se incorpora como psicoanalista miembro de la Sociedad Psicoanalítica de París en 1968. Es autor de numerosas y destacadas obras, algunas de las cuales son consideradas de referencia.
Dirigió además diversas colecciones psicoanalíticas en conjunto con varios editores. Es notable su trabajo como historiador del psicoanálisis. El Diccionario internacional del psicoanálisis que dirigió se considera único en su género por su riqueza, apertura y amplio despliegue intelectual de sus autores colaboradores. Creó y presidió también la Asociación Internacional de Historia del Psicoanálisis (AIHP).

## Obras
- Freud et la France, 1885-1945 ("Freud y la Francia, 1885-1945"), Ed.: PUF, 2010, ISBN 978-2-13-054515-6
- Dictionnaire international de la psychanalyse ("Diccionario internacional del psicoanálisis"), Ed.: Hachette, 2005, ISBN 2-01-279145-X
- con Salem Shentoub: Pour une psychanalyse de l'alcoolisme ("Para un psicoanálisis del alcoholismo"), Ed.: Payot-poche, 2004, ISBN 2-228-89911-9 (reedición)
- Préhistoire des familles ("Prehistoria de las familias"), Ed.: PUF, 2004, ISBN 2-13-054344-8
- Les Visiteurs du moi : Fantasmes d'identification ("Los visitantes del yo: fantasmas de identificación"), Ed.: Les Belles lettres, 2003, ISBN 2-251-33412-2
- Freud, fragments d'une histoire : Qui êtes-vous Sigmund Freud ? (Freud, fragmentos de una historia: ¿Quién es usted Sigmund Freud?"), Ed.: PUF, 2003, ISBN 2-13-053360-4
- Evolution de la clinique psychanalytique ("Evolución de la clínica psicoanalítica"), Ed.: L'Esprit du Temps, 2001, ISBN 2-913062-51-2